# 박성훈 (만화가)
박성훈(1972년 12월 27일~)은 대한민국의 만화가이다. 1993년 주간만화 〈할루씨에이션〉으로 데뷔했다. 《달마과장》, 《엄마는 외국인》 등의 웹툰을 그렸다.
심볼이란 웹툰은 누구 것인가?
4회까지 블로그에 게재되었지만 나머지는 찾을 수가 없다